# مایکل کولوردو
مایکل کولوردو (انگلیسی: Mickaël Colloredo؛ زادهٔ ۱۶ سپتامبر ۱۹۸۰) بازیکن فوتبال اهل فرانسه است.
از باشگاه‌هایی که در آن بازی کرده‌است می‌توان به باشگاه فوتبال نیم المپیک و باشگاه فوتبال المپیک لیون اشاره کرد.